# Státní banka Vietnamu

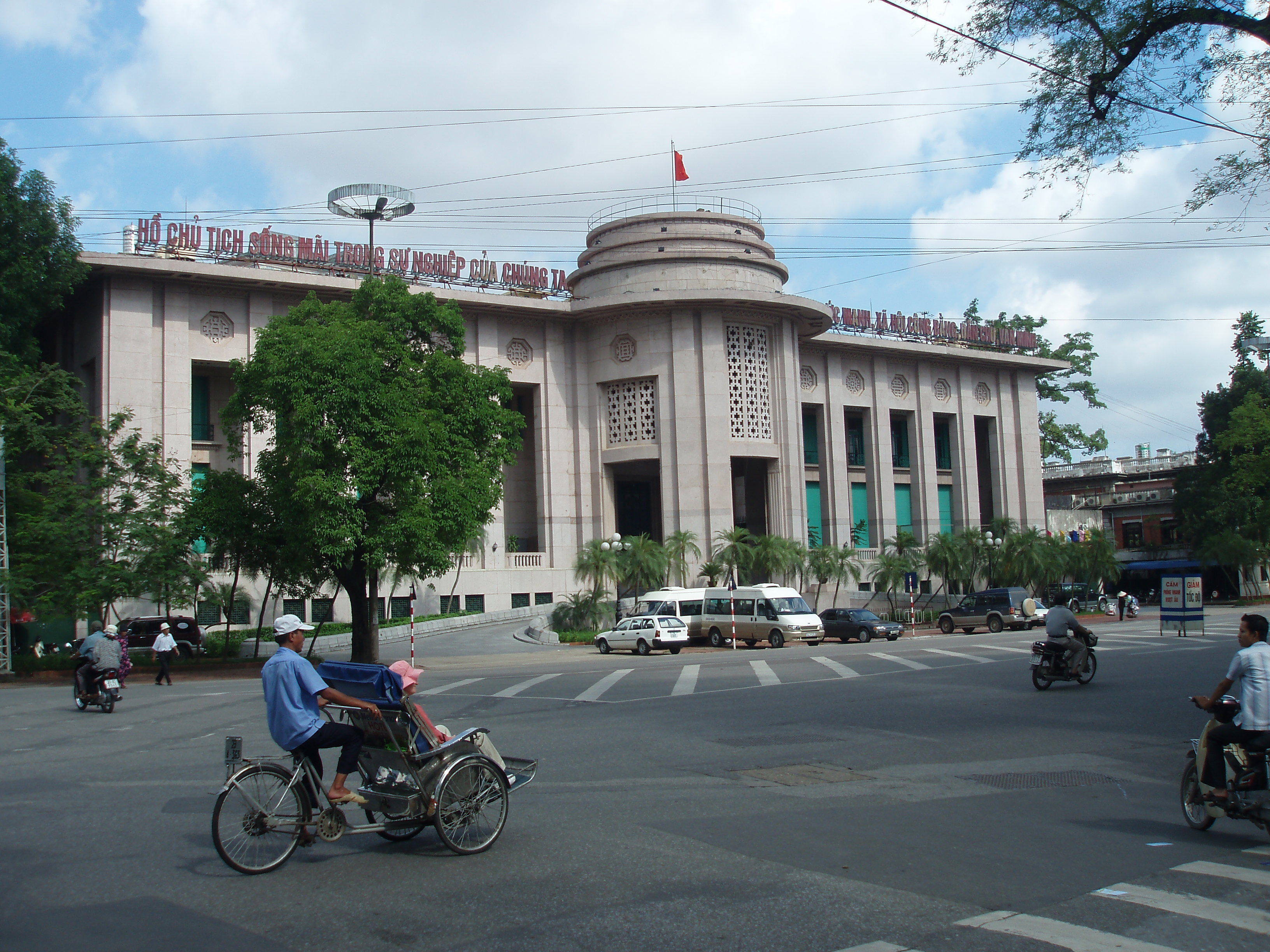
Sídlo Státní banky Vietnamu v Hanoji

Státní banka Vietnamu (vietnamsky Ngân hàng Nhà nước Việt Nam) je vietnamská ústřední banka. Sídlí v Hanoji. Byla zřízena 6. května 1951 pod názvem Národní banka Vietnamu jako ústřední banka Severního Vietnamu. Vlastní ji vietnamský stát. Emituje vietnamský dong a má na starosti monetární politiku Vietnamu.